# Ball Ground
Ball Ground é uma cidade localizada no estado americano de Geórgia, no Condado de Cherokee.

## Demografia
Segundo o censo americano de 2000, a sua população era de 730 habitantes.
Em 2006, foi estimada uma população de 894, um aumento de 164 (22.5%).

## Geografia
De acordo com o United States Census Bureau tem uma área de
3,2 km², dos quais 3,2 km² cobertos por terra e 0,0 km² cobertos por água.

## Localidades na vizinhança
O diagrama seguinte representa as localidades num raio de 24 km ao redor de Ball Ground.